# Zygofolis
Zygofolis was een attractiepark en een waterpark dat op 1 juli 1987 in Nice is opengegaan. Op 31 oktober 1991 werd het faillissement aangevraagd.

## Attracties

### Achtbanen
| Attractie | Type                       | Bouwer | Jaar        | Nieuwe Plek      |
| --------- | -------------------------- | ------ | ----------- | ---------------- |
| Boomerang | Shuttle-achtbaan Boomerang | Vekoma | 1987 - 1991 | Walibi Sud-Ouest |
| Tarzungle | Stalen achtbaan            | Zierer | 1987 - 1991 | Walibi Holland   |

### Waterattracties
| Attractie | Type              | Bouwer    | Jaar        | Nieuwe Plek                            |
| --------- | ----------------- | --------- | ----------- | -------------------------------------- |
| Cascade   | Boomstamattractie | Reverchon | 1987 - 1991 | Antibes Land en Zoosafari Fasanolandia |

- Fleuve rapide : De bezoeker gleed op een plastic band voor 1 persoon op twee waterglijbanen
- Toboggans rapides : Twee waterglijbanen
- Toboggans : Drie waterglijbanen
- Piscine enfants : Zwembad voor kinderen
- Piscine à vagues : Golfslagbad
- Piscine adultes : Zwembad
- Anaconda : Lazy river

### Andere attracties
| Attractie          | Type                                        | Bouwer            | Jaar        | Nieuwe Plek                                                       |
| ------------------ | ------------------------------------------- | ----------------- | ----------- | ----------------------------------------------------------------- |
| Autos tamponneuses | Botsauto                                    | Reverchon         | 1987 - 1991 | Walibi Rhône-Alpes (sinds 1992)                                   |
| Bateau Ivre        | Looping Starship                            | Intamin AG        | 1987 - 1991 | Walibi Belgium (1992-2002)                                        |
| Cinéma 180°        | Cinerama                                    |                   | 1987 - 1991 |                                                                   |
| Manège             | Draaimolen                                  |                   | 1987 - 1991 | Walibi Rhône-Alpes (1992-2013)                                    |
| Monstre            | Polyp / Monster                             | Anton Schwarzkopf | 1987 - 1991 | Walibi Rhône-Alpes (1992-2001), La Récré des 3 Curés (sinds 2012) |
| Offshore Rallye    | Radiografisch bestuurbare auto's en bootjes |                   | 1987 - 1991 |                                                                   |
| Pédalos            | Waterfiets                                  |                   | 1987 - 1991 |                                                                   |
| Swingo             | Zweefmolen                                  | Zierer            | 1987 - 1991 | Walibi Holland (sinds 1992)                                       |
| Village enfants    | Ballenbak, glijbanen…                       |                   | 1987 - 1991 |                                                                   |

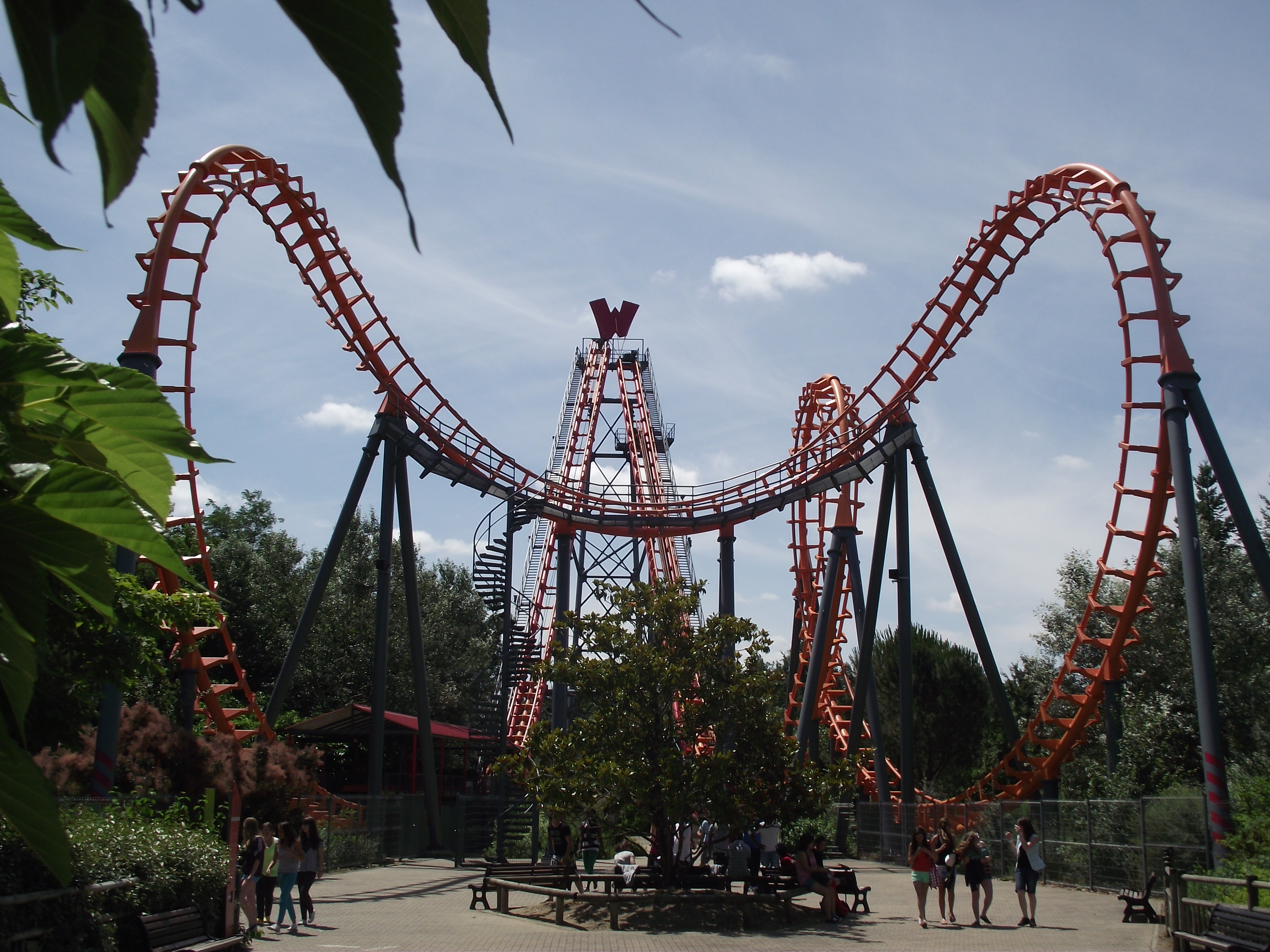
Boomerang, vandaag in Walibi Sud-Ouest.
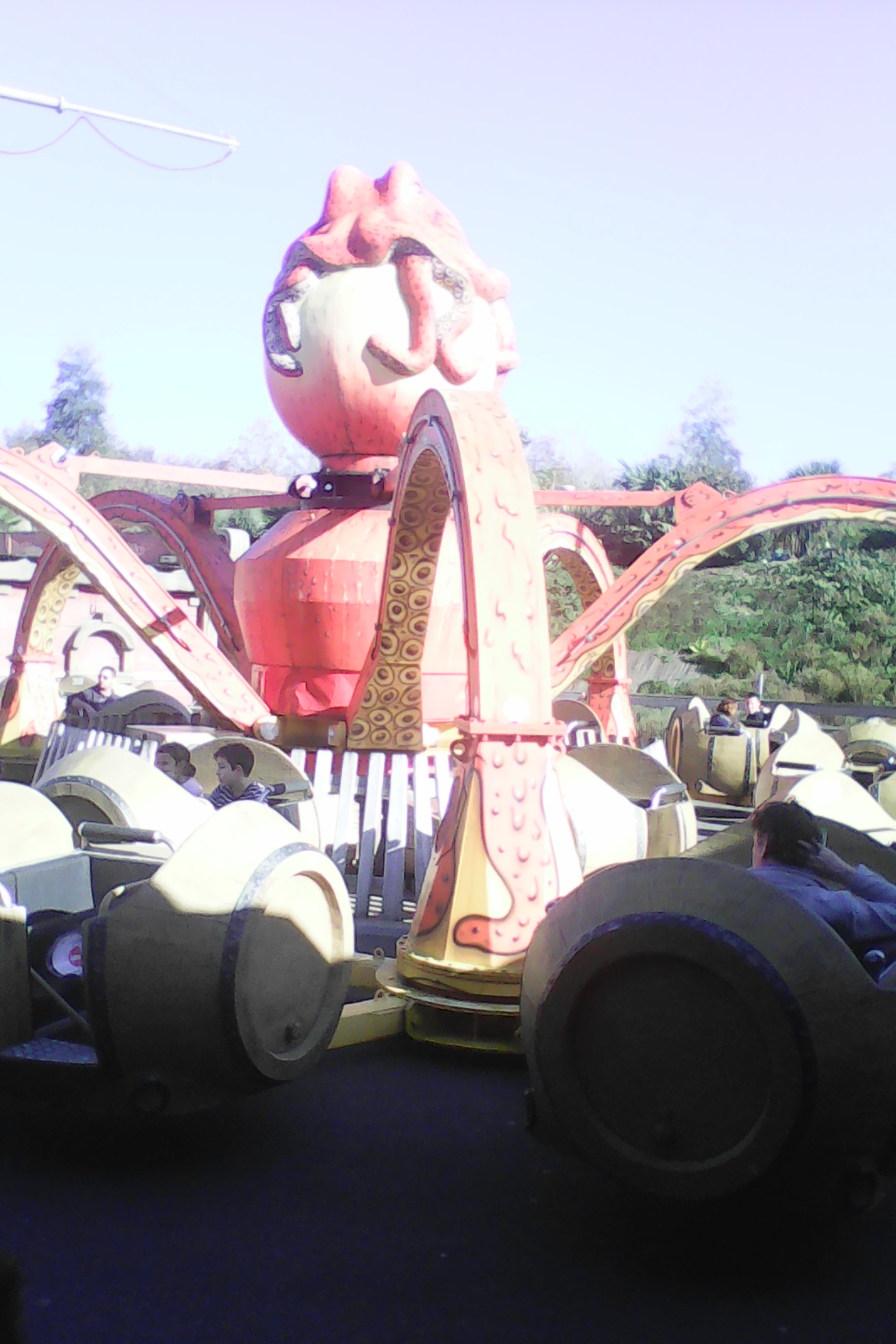
Monstre, vandaag in la Récré des 3 Curés (fr).
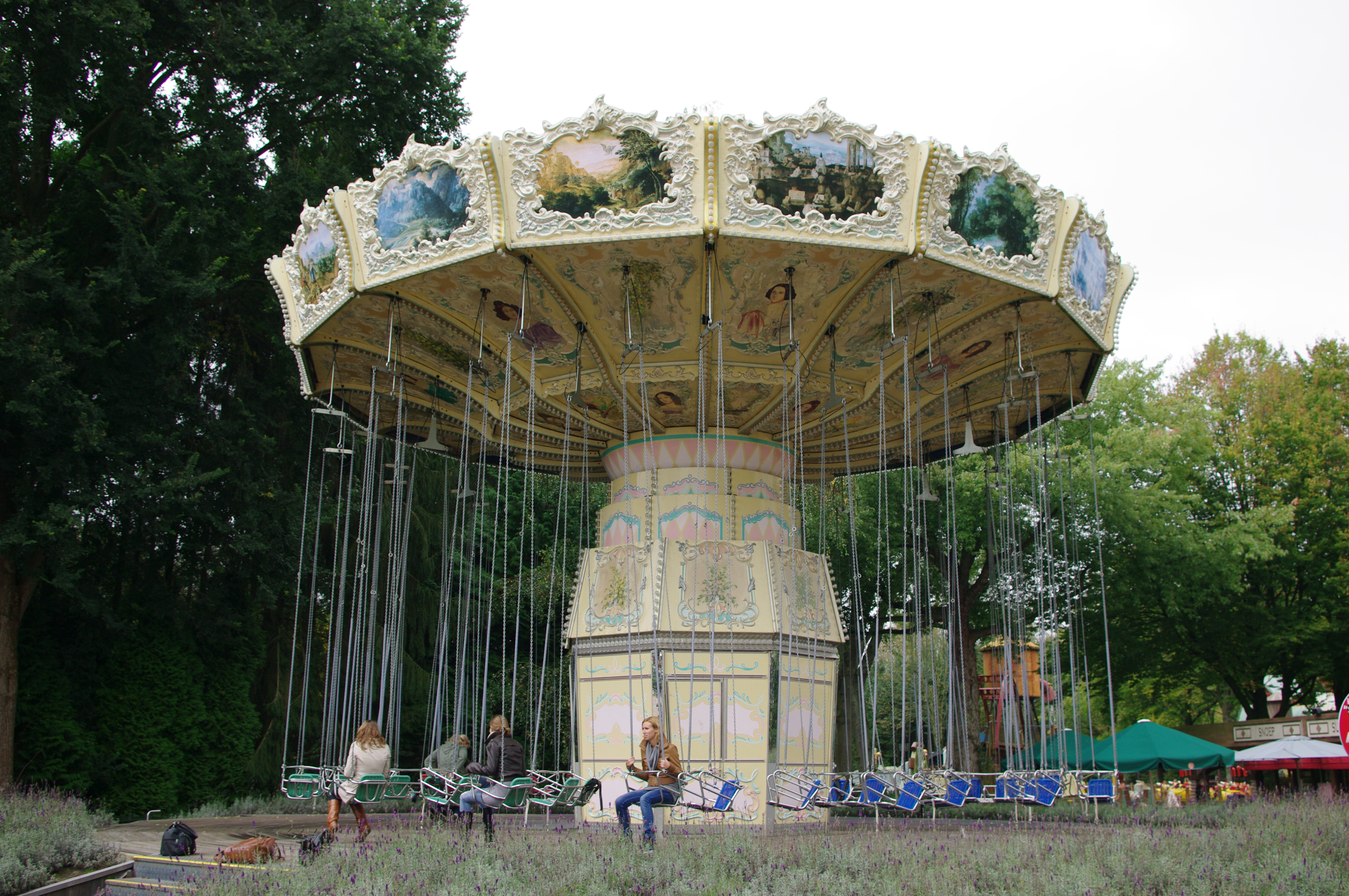
Swingo, vandaag in Walibi Holland.
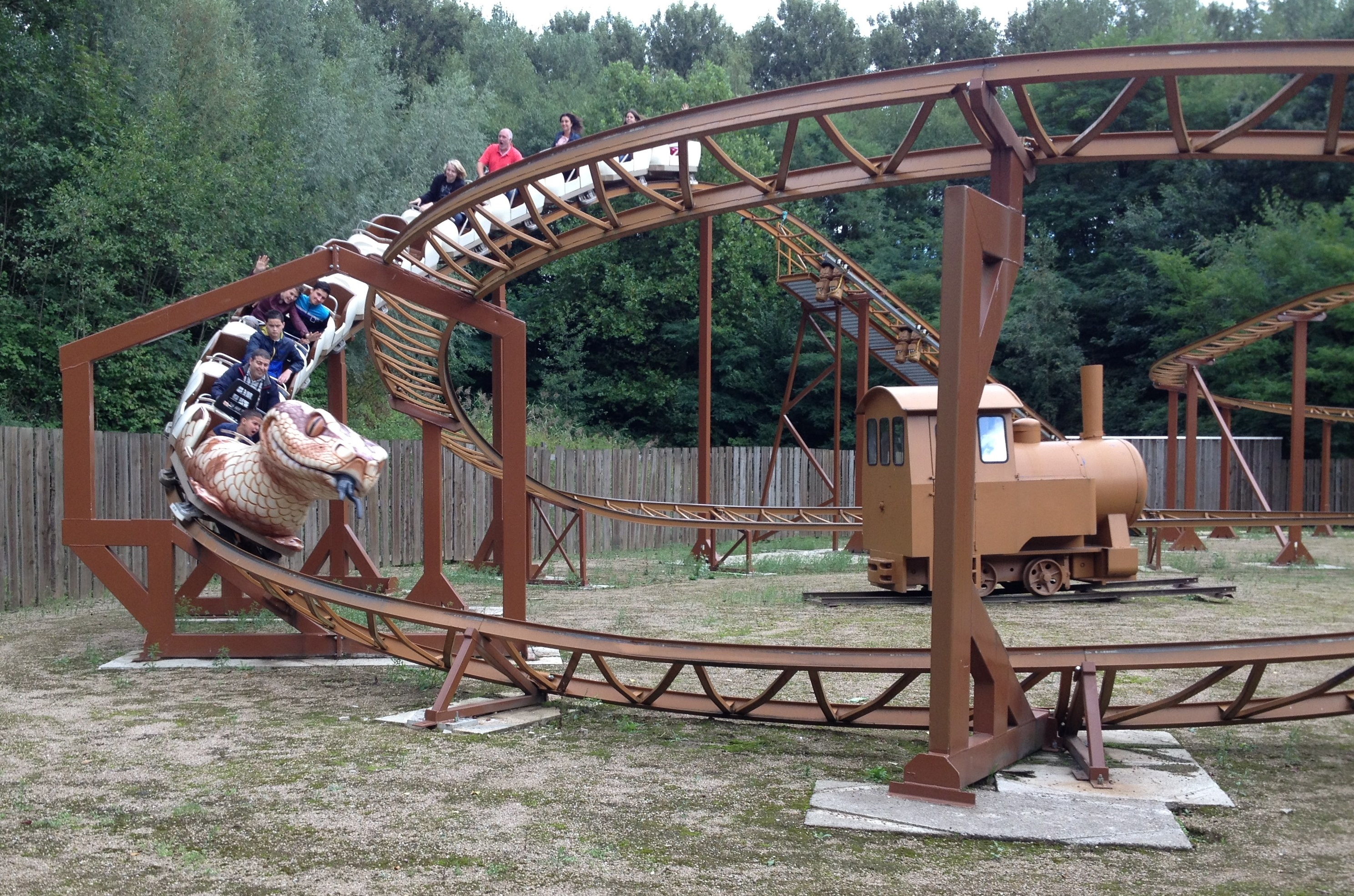
Tarzungle, vandaag in Walibi Holland.